# Notoraja azurea
Notoraja azurea ist eine kleine Art der Weichnasenrochen (Arhynchobatidae), die endemisch von Perth bis zum  Solitary Islands Marine Park auf dem oberen Kontinentalhang an der australischen Süd- und Südwestküste, sowie westlich südlich und östlich von Tasmanien vorkommt.

## Merkmale
Notoraja azurea erreicht eine Länge von 65 cm. Die Körperscheibe ist herzförmig und 1,1 bis 1,2 mal breiter als lang. Das Rostrum ist spitz und bildet bei Jungtieren und Weibchen einen Winkel von 108° bis 112° und bei ausgewachsenen Männchen einen Winkel von 84° bis 85°. Die Länge der „Schnauze“, von den Augen bis zur Schnauzen spitze, liegt bei 11,1 bis 14,5 % der Gesamtlänge. Der Vorderrand der Körperscheibe ist von der Höhe der Spritzlöcher an leicht konkav, der Hinterrand ist breit abgerundet. Die Brustflossen werden von 66 bis 69 Flossenträger (Radialia) gestützt, bei den Bauchflossen sind es insgesamt 17 bis 20. Letztere sind zwischen den beiden Loben tief eingeschnitten. Die Länge des Schwanzes beträgt das 1,3 bis 1,6-fache des Abstandes von der Spitze des Rostrums bis zur Kloake. Kurz vor dem Schwanzende befinden sich zwei relativ kleine Rückenflossen von gleicher Form und Größe. Der Abstand zwischen den Rückenflossen ist klein. Der obere Lobus der Schwanzflosse ist niedrig. Die Schwanzflossenbasis ist länger wie die Basis der ersten Rückenflossen. Abgesehen von einigen Dornen auf Höhe der Augen, der Spritzlöcher, an den Rändern der Brustflossen und entlang der Rückenmitte ist die Haut glatt. Auf dem Schwanz verlaufen zwei Dornenreihen zu jeder Seite der Mittellinie und eine mittige Dornenreihe befindet sich auf der Mittellinie der hinteren Schwanzhälfte. Die Unterseite der Fische ist glatt und dornenlos. Die Augen sind relativ groß, die Spritzlöcher sind deutlich kleiner. Der Nasenvorhang ist gut entwickelt. Das Maul ist leicht gebogen. Die Zähne sind quincunxartig angeordnete. Im Oberkiefer befinden sich 32 bis 43 Zähne, im Unterkiefer sind es 32 bis 39. Die Zähne der Jungtiere und der Weibchen sind plattenartig, die der Männchen besitzen eine Spitze. Die Art hat 25 bis 27 Rumpfwirbel und 76 bis 80 Wirbel im Schwanz vor der ersten Rückenflosse. Die Anzahl der Windungen im Spiraldarm ist nicht bekannt.
Die Rückenseite ist meist einfarbig blaugrau oder dunkelblau gefärbt, manchmal auch mit kleinen schwarzen Punkten oder blaugrauen Flecken gemustert. Die Unterseite ist bräunlich, an den Seiten und am Schwanz aber dunkelblau oder schwärzlich. Die Region um die Kiemenschlitze ist hell, auch das Maul, die Enden der Bauchflossen oder die Sinnesporen sind bei einigen Exemplaren hell umrandet.

## Lebensraum, Lebensweise und Gefährdung
Notoraja azurea lebt entlang des oberen Kontinentalhangs von Australien in Tiefen von 765 bis 1440 Metern. Abgesehen davon, dass die Art ovipar (eierlegend) ist, ist über ihre Lebensweise nichts bekannt. Sie ist relativ häufig, kommt in einigen Meeresschutzgebieten vor und gilt als ungefährdet. An den australischen Küsten ist die Fischerei unterhalb einer Tiefe von 750 Metern verboten.

## Belege
1. 1 2 3  David A. Ebert: Deep-sea Cartilaginous Fishes of the Indian Ocean. Volume 2 Batoids and Chimaeras. FAO Species Catalogue for Fishery Purposes No. 8, Vol. 2, E-ISBN 978-92-5-108453-3, Seite 46–47.
2. ↑  Notoraja azurea in der Roten Liste gefährdeter Arten der IUCN 2015. Eingestellt von: James, K.C. & Ebert, D.A., 2015. Abgerufen am 31. Oktober 2020.